# Pioneer Zephyr
Le Pioneer Zephyr est un train à moteur diesel formé de voitures articulées montées sur des bogies Jacobs. Il fut construit par la Budd Company en 1934 pour la Chicago, Burlington and Quincy Railroad (CB&Q). Le train, qui utilisait notamment de l'acier inoxydable, a été conçu comme un outil de promotion du service ferroviaire de voyageurs aux États-Unis. Il est équipé d'un moteur EMD 567.
Le 26 mai 1934, le train fit un record de vitesse entre Denver et Chicago (1 633 km) en 13 heures et 5 minutes à une vitesse moyenne de 124 km/h. À certains moments, il atteint même une vitesse de 181 km/h, juste en deçà du record de vitesse de l'époque  (185 km/h). Ce parcours historique inspira deux films, et le surnom du train : Silver Streak.

## Histoire

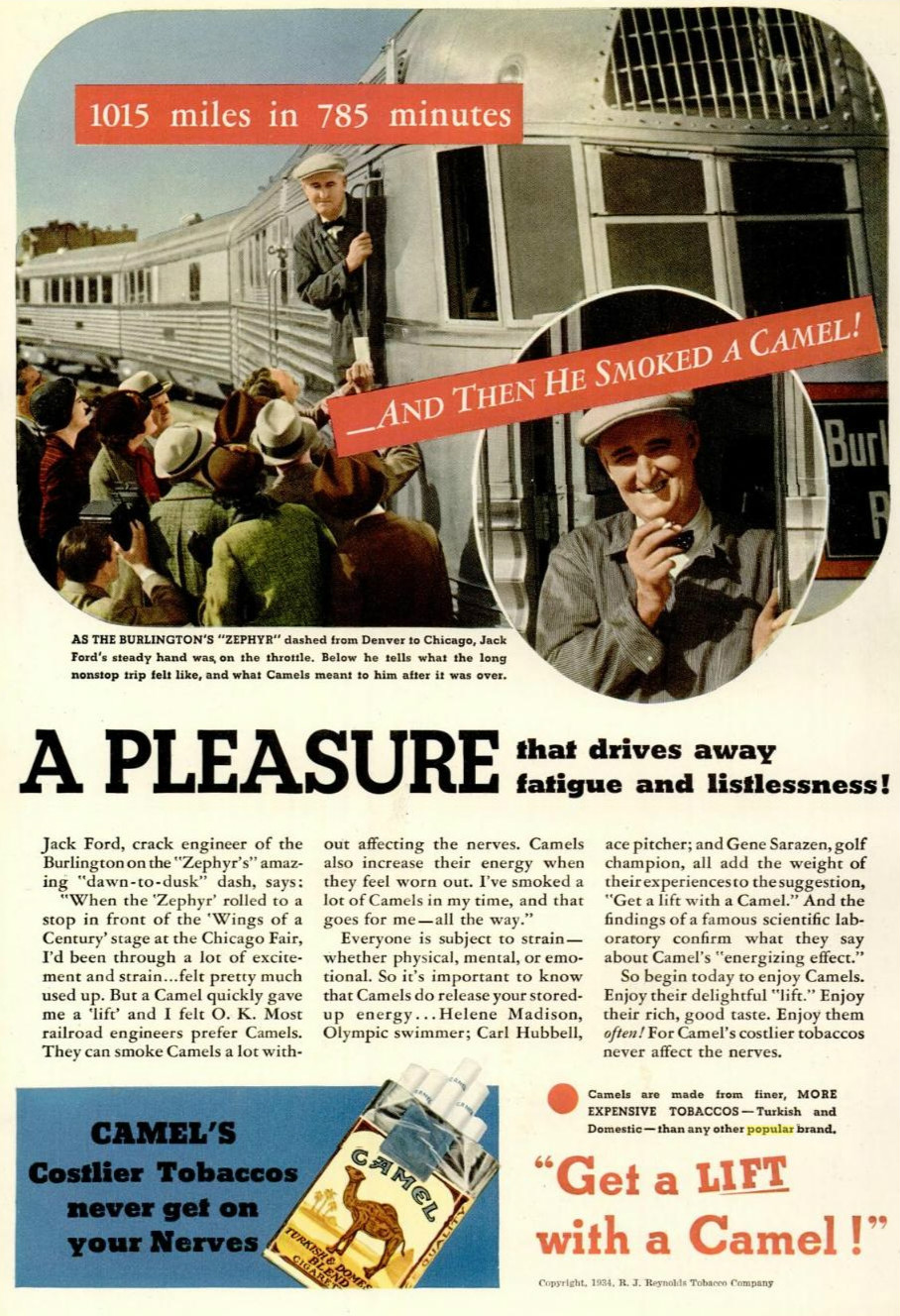
Pub pour les cigarettes Camel en 1934, montrant le train.

Le train est entré en service régulier le 11 novembre 1934 entre Kansas City, Omaha et Lincoln. Il a fonctionné  jusqu'en 1960, quand il a été donné au musée des Sciences et de l'Industrie de Chicago, où il est toujours visible. Le train est généralement considéré comme le premier streamliner à succès sur les chemins de fer américains.

## Caractéristiques

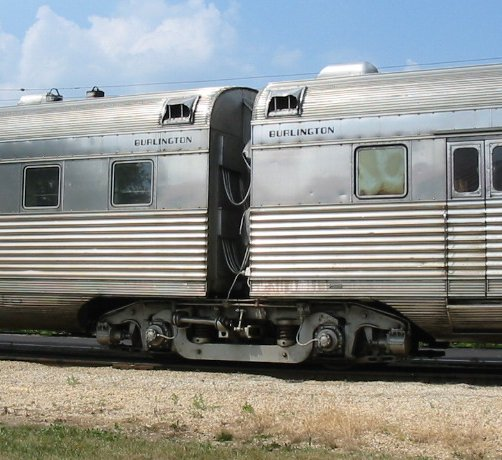
Bogie Jacobs